# 内索 (德国)
内索是德国梅克伦堡-前波莫瑞州的一个市镇。总面积8.61平方公里，总人口236人，其中男性124人，女性112人（2011年12月31日），人口密度27人/平方公里。